# Sylvain Corbeil
Pour les articles homonymes, voir Corbeil.
Sylvain Corbeil est un producteur de cinéma québécois, résidant et travaillant à Montréal. En 2003, il fonde avec Pascal Bascaron la maison de production Metafilms. En 2010, la productrice Nancy Grant se joint à eux.

## Filmographie

### Court-métrage
- 2004 - Le Pont, Guy Édoin
- 2004 - Corps étrangers, Simon Lavoie
- 2004 - Quelques éclats d'aube, Simon Lavoie
- 2004 - Un chapelle blanche, Simon Lavoie
- 2006 - Les eaux mortes, Guy Édoin
- 2006 - Le silence nous fera échos, Mathieu Denis
- 2007 - L'écouteur, Kester Dyer
- 2007 - Code 13, Mathieu Denis
- 2007 - La Battue, Guy Édoin

### Long-métrage
- 2008 : Elle veut le chaos de Denis Côté
- 2009 : Carcasse de Denis Côté
- 2010 : Curling de Denis Côté
- 2010 : Trompez le silence de Julie Hivon
- 2011 : Nuit #1 d'Anne Émond
- 2011 : Laurentie de Simon Lavoie et Mathieu Denis
- 2012 : Bestiaire (documentaire) de Denis Côté
- 2012 : Le Torrent de Simon Lavoie
- 2013 : Vic+Flo ont vu un ours de Denis Côté
- 2013 : Diego Star de Frédérick Pelletier
- 2014 : Que ta joie demeure (documentaire) de Denis Côté
- 2014 : Mommy de Xavier Dolan
- 2014 : Félix et Meira de Maxime Giroux
- 2015 : Les Êtres chers d'Anne Émond
- 2016 : Maudite Poutine de Karl Lemieux
- 2019 : L'État sauvage de David Perrault
- 2024 : Une langue universelle de Matthew Rankin